# Stylidium glandulosum
Stylidium glandulosum este o specie de plante dicotiledonate din genul Stylidium, familia Stylidiaceae, ordinul Asterales, descrisă de Richard Anthony Salisbury. Conform Catalogue of Life specia Stylidium glandulosum nu are subspecii cunoscute.